# 9014 Svyatorichter
9014 Svyatorichter este un asteroid din centura principală de asteroizi.

## Descriere
9014 Svyatorichter este un asteroid din centura principală de asteroizi. A fost descoperit pe 22 octombrie 1985 la Observatorul de Astrofizică din Crimeea de Liudmila Juravliova. Asteroidul prezintă o orbită caracterizată de o semiaxă mare de 2,32 ua, o excentricitate de 0,17 și o înclinație de 9,4° în raport cu ecliptica.